# Glauco Pellegrini
Pour les articles homonymes, voir Pellegrini.
Glauco Pellegrini, né le 14 janvier 1919 à Sienne et mort le 21 juillet 1991  à Rome, est un réalisateur, scénariste et professeur italien.

## Filmographie partielle

### Comme réalisateur
- 1951 : Ombre sul Canal Grande (it)
- 1953 : Gli uomini, che mascalzoni! (it)
- 1954 : Amours d'une moitié de siècle (Amori di mezzo secolo), segment L'amore romantico — coréalisé avec Mario Chiari, Pietro Germi, Roberto Rossellini et Antonio Pietrangeli
- 1954 : Symphonie inachevée (Sinfonia d'amore)
- 1956 : Una pelliccia di visone
- 1958 : L'Homme en culottes courtes (L'uomo dai calzoni corti)
- 1962 : Italienisches Capriccio

### Comme scénariste
- 1953 : Puccini de Carmine Gallone